# Mansuphantes arciger
Mansuphantes arciger es una especie de araña araneomorfa del género Mansuphantes, familia Linyphiidae, orden Araneae. La especie fue descrita científicamente por Kulczyński en 1882.

## Descripción
El cuerpo del macho y la hembra miden 1,6-2,1 milímetros de longitud.

## Distribución
Se distribuye desde Alemania hasta Ucrania.